# Faviina
Sous-ordre
Les Faviina forment un sous-ordre de scléractiniaires (coraux durs).

## Liste des familles
Selon ITIS (3 avril 2014) :
- famille Anthemiphylliidae Vaughan, 1907
- famille Faviidae Gregory, 1900
- famille Meandrinidae Gray, 1847
- famille Merulinidae Verrill, 1866
- famille Mussidae Ortmann, 1890
- famille Oculinidae Gray, 1847
- famille Pectiniidae Vaughan et Wells, 1943
- famille Rhizangiidae D'Orbigny, 1851
- famille Trachyphylliidae Verrill, 1901

Selon Fossilworks (17 novembre 2018) :
- superfamille †Stylophyllicae Volz, 1896
  - famille †Cladocoridae Milne-Edwards, 1857
  - famille †Columastreidae Alloiteau, 1952
  - famille †Diplocteniopsidae Zlatarski 1968
  - famille Faviidae Gregory, 1900
  - famille Heliastraeidae Alloiteau, 1952
  - famille †Isastreidae Alloiteau, 1952
  - famille †Misistellidae Eliasova, 1976
  - famille Mussidae Ortmann, 1890
  - famille Oculinidae Gray, 1847
  - famille †Pamiroseriidae Melnikova, 1984
  - famille †Phyllocoeniidae Alloiteau, 1952
  - famille †Placocoeniidae Alloiteau, 1952
  - famille †Placosmiliidae Alloiteau, 1952
  - famille †Tropidastraeidae Melnikova, 1984

Ce sous-ordre n'est pas reconnu par World Register of Marine Species.